# Judo-Juniorenweltmeisterschaften 2019
Die Judo-Juniorenweltmeisterschaften 2019 wurden vom 16. bis 20. Oktober 2019 in Marrakesch, Marokko, abgehalten. Es nahmen 517 Judoka aus 81 Nationen teil. Am 20. Oktober wurde ein gemischter Mannschaftswettkampf abgehalten.

## Ergebnisse

### Frauen
| Gewichtsklasse     | Gold               | Silber              | Bronze            |
| ------------------ | ------------------ | ------------------- | ----------------- |
| - 48 kg            | Wakana Koga        | Shirine Boukli      | Andrea Stojadinov |
| - 48 kg            | Wakana Koga        | Shirine Boukli      | Su Song Jon       |
| - 52 kg            | L. Sosorbaram      | Lin Hsuan Hsu       | Ayumi Kawada      |
| - 52 kg            | L. Sosorbaram      | Lin Hsuan Hsu       | Larissa Pimenta   |
| - 57 kg            | Eteri Liparteliani | Kanako Hakamata     | Pleuni Cornelisse |
| - 57 kg            | Eteri Liparteliani | Kanako Hakamata     | Jisu Kim          |
| - 63 kg            | Szofi Ozbas        | Anja Obradovic      | Laura Fazliu      |
| - 63 kg            | Szofi Ozbas        | Anja Obradovic      | Asumi Ura         |
| - 70 kg            | Mami Asahi         | Madina Taimazova    | Marlene Galandi   |
| - 70 kg            | Mami Asahi         | Madina Taimazova    | Morgane Fereol    |
| - 78 kg            | Rinoko Wada        | Renee Van Harselaar | Patricia Sampaio  |
| - 78 kg            | Rinoko Wada        | Renee Van Harselaar | Christina Faber   |
| + 78 kg            | Ruri Takahashi     | Hayun Kim           | Tahina Durand     |
| + 78 kg            | Ruri Takahashi     | Hayun Kim           | Marit Kamps       |
| Quelle: Judoinside |                    |                     |                   |

### Männer
| Gewichtsklasse     | Gold                  | Silber           | Bronze              |
| ------------------ | --------------------- | ---------------- | ------------------- |
| - 60 kg            | Konstantin Simeonidis | Ahmad Yusifov    | Ken Suematsu        |
| - 60 kg            | Konstantin Simeonidis | Ahmad Yusifov    | Salih Yildiz        |
| - 66 kg            | Willian Lima          | Takeshi Takeoka  | Michael Marcelino   |
| - 66 kg            | Willian Lima          | Takeshi Takeoka  | Ibrahim Aliyev      |
| - 73 kg            | Somon Mahmadbekow     | Georgii Elbakiev | Edoardo Mella       |
| - 73 kg            | Somon Mahmadbekow     | Georgii Elbakiev | Victor Sterpu       |
| - 81 kg            | Vladimir Akhalkatsi   | David Karapetyan | Guilherme Schimidt  |
| - 81 kg            | Vladimir Akhalkatsi   | David Karapetyan | Tato Grigalaschwili |
| - 90 kg            | Lasha Bekauri         | Roland Goz       | Gennaro Pirelli     |
| - 90 kg            | Lasha Bekauri         | Roland Goz       | Louis Mai           |
| - 100 kg           | Kazunari Kamigaki     | Ilia Sulamanidze | Zsombor Veg         |
| - 100 kg           | Kazunari Kamigaki     | Ilia Sulamanidze | Mert Şişmanlar      |
| + 100 kg           | Sosuke Matsumura      | Erik Abramov     | Min-Jong Kim        |
| + 100 kg           | Sosuke Matsumura      | Erik Abramov     | Richárd Sipőcz      |
| Quelle: Judoinside |                       |                  |                     |

### Mannschaftswettkampf (Mixed)
| Platz | Mannschaft          |
| ----- | ------------------- |
| 1.    | Japan               |
| 2.    | Russland            |
| 3.    | Frankreich          |
| 3.    | Georgien            |
| 5.    | Deutschland         |
| 5.    | Brasilien           |
| 7.    | Volksrepublik China |
| 7.    | Südkorea            |